# Bocchoris zophophanes
Bocchoris zophophanes là một loài bướm đêm trong họ Crambidae.